# Équipe d'Algérie masculine de handball au Championnat du monde 2015
Cet article relate le parcours de l'Équipe d'Algérie masculine de handball au Championnat du monde 2015 qui se tient au Qatar du 17 janvier au 1er février 2015. Il s'agit de la 14e participation de l'Algérie à un Championnat du monde. L'objectif est d'atteindre les huitièmes de finale pour la 4e fois, après 1995, 1999 et 2001.
El Hadi Biloum, est du voyage, mais amoindri à cause d'une douleur à la cuisse, Omar Chehbour, qui n’a pas eu de visa pour entrer dans l’espace Schengen lors du tournoi en Slovénie et en France, sera de la partie, Le joueur non retenu, choix de l’entraineur, c’est Omar Benali, l’ailier droit, découvert par le lors de la CAN 2012 au Maroc. Non sélectionné pour le tournoi au Brésil en octobre 2014, il est rappelé pour la Slovénie et le tournoi de Nantes, malgré des bonnes prestations, il ne disputera pas son deuxième mondial après celui de 2013 en Espagne.
Le doute avait plané sur sa participation au Mondial à la suite d'une blessure à l’épaule contractée lors du stage de préparation en Slovénie. Après avoir reçu le feu vert du staff médical, Abdelmalek Slahdji avait finalement pu prendre part aux deux premières rencontres du championnat du monde, soldées par deux défaites contre l’Egypte (20-34) et l’Islande (32-24). Mais, sa blessure à l’épaule s’étant à nouveau manifestée, le gardien n'est pas en mesure de rejouer lors du Mondial.

## Présentation

### Matchs de préparation
| No | Date              | Lieu                                  | Adversaire      | Score     | Compétition  | Événement              | Buteurs pour l'Algérie |
| -- | ----------------- | ------------------------------------- | --------------- | --------- | ------------ | ---------------------- | --- |
| 1  | 16 août 2014      | Val-d'Oise, Eaubonne                  | Japon           | P 28 - 29 | Match amical |                        | |
| 2  | 17 août 2014      | Val-d'Oise, Eaubonne                  | Japon           | N 30 - 30 | Match amical |                        | |
| 3  | 21 août 2014      | Crépy-en-Valois                       | Tremblay FH     | P 24 - 33 | Match amical |                        | |
| 4  | 23 août 2014      | Yverdon-les-Bains                     | Wacker Thoune   | P 24 - 27 | Match amical | Tournoi de Suisse      | |
| 5  | 24 août 2014      | Yverdon-les-Bains                     | Nordsjælland    | G 27 - 23 | Match amical | Tournoi de Suisse      | |
| 6  | 30 octobre 2014   | Adib Moyses Dib, São Paulo            | Brésil          | P 29 - 27 | Match amical | Tournoi des IV Nations | |
| 7  | 31 octobre 2014   | Adib Moyses Dib, São Paulo            | Argentine       | P 27 - 15 | Match amical | Tournoi des IV Nations | |
| 8  | 1er novembre 2014 | Adib Moyses Dib, São Paulo            | Égypte          | P 27 - 26 | Match amical | Tournoi des IV Nations | |
| 9  | 27 décembre 2014  | Zlatorog Arena, Celje                 | Arabie saoudite | G 27 - 19 | Match amical | Tournoi de Slovénie    | |
| 10 | 28 décembre 2014  | Zlatorog Arena, Celje                 | Slovénie        | P 34 - 21 | Match amical | Tournoi de Slovénie    | Berkous (6) - Chentout (5) - Chehbour (3) - Kaabeche (3) - Biloum (3) - Toum (1)                                                                                               |
| 11 | 29 décembre 2014  | Zlatorog Arena, Celje                 | Arabie saoudite | N 24 - 24 | Match amical | Tournoi de Slovénie    | |
| 12 | 9 janvier 2015    | Palais des sports de Beaulieu, Nantes | Macédoine       | P 20 - 32 | Match amical | Tournoi de Bercy       | Biloum (3) - Berkous (2) - Kaabeche (2) - Benali (2) - Berriah (2) - Rahim (2) - Chentout (1) - Daoud (1) - Boultif (1) - Chehbour (1) - Soudani (1) - Mokrani (1) - Filah (1) |
| 13 | 10 janvier 2015   | Palais des sports de Beaulieu, Nantes | Argentine       | P 20 - 21 | Match amical | Tournoi de Bercy       | Berkous (6) - Daoud (4) - Soudani (3) - Berriah (3) - Chentout (1) - Boukhemis (1) - Hamoud (1) - Benali (1)                                                                   |

### Effectif
Effectif de l'Équipe d'Algérie pour le Championnat du monde 2015 :
| Sélectionneur            | Sélectionneur                | Réda Zeguili      | Réda Zeguili   | Réda Zeguili | Réda Zeguili    |
| N°                       | Nom                          | Date de naissance | Position       | Sél. (buts)  | Club            |
| Gardiens de but          |                              |                   |                |              |                 |
| 12                       | Abdellah Benmenni            | 19 août 1986      | Gardien de But | 6 (0)        | GS Pétroliers   |
| 16                       | Adel Bousmal                 | 1er mai 1985      | Gardien de But | 31 (0)       | GS Boufarik     |
| 22                       | Abdelmalek Slahdji           | 8 août 1983       | Gardien de But | 70 (1)       | GS Pétroliers   |
| Ailiers                  |                              |                   |                |              |                 |
| 7                        | Hichem Daoud                 | 9 janvier 1992    | Ailier Gauche  | 16 (36)      | CRB Baraki      |
| 13                       | Riad Chehbour                | 28 juillet 1985   | Ailier Gauche  | 43 (86)      | GS Pétroliers   |
| 14                       | Rabah Soudani                | 8 avril 1985      | Ailier Droit   | 31 (36)      | JS Cherbourg    |
| 19                       | Ayatallah el Khoumini Hamoud | 10 août 1990      | Ailier Gauche  | 41 (63)      | ES Aïn Touta    |
| 24                       | Messaoud Layadi              | 24 mars 1982      | Ailier Droit   | 24 (60)      | GS Pétroliers   |
| Arrières et Demi-centres |                              |                   |                |              |                 |
| 3                        | Omar Chehbour                | 4 juin 1984       | Demi-centre    | 49 (87)      | Al Shabab Dubaï |
| 5                        | Khaled Chentout              | 29 mars 1984      | Demi-centre    | 12 (19)      | Nøtterøy HB     |
| 6                        | Messaoud Berkous             | 20 juillet 1989   | Arrière Gauche | 58 (89)      | GS Pétroliers   |
| 10                       | Sassi Boultif                | 9 janvier 1983    | Arrière Gauche | 50 (83)      | Al Nasr Dubaï   |
| 15                       | Tarek Boukhemis              | 14 avril 1980     | Arrière Gauche | 24 (61)      | JSE Skikda      |
| 17                       | Abderrahim Berriah           | 19 janvier 1988   | Arrière Droit  | 58 (82)      | GS Pétroliers   |
| 20                       | El Hadi Biloum               | 26 mai 1981       | Arrière Droit  | 60 (102)     | Martigues HB    |
| 25                       | Belgacem Filah               | 22 mai 1981       | Arrière Gauche | 73 (109)     | GS Pétroliers   |
| Pivots                   |                              |                   |                |              |                 |
| 18                       | Hichem Kaabeche              | 12 mars 1990      | Pivot          | 57 (73)      | JSE Skikda      |
| 21                       | Mohamed Aski Mokrani         | 31 janvier 1981   | Pivot          | 33 (40)      | Dunkerque HBGL  |

## Résultats

### Phase de groupe (Groupe C)
|   | Équipe       | Pts | J | G | N | P | Bp  | Bc  | Diff |
| - | ------------ | --- | - | - | - | - | --- | --- | ---- |
| 1 | France       | 9   | 5 | 4 | 1 | 0 | 143 | 128 | 15   |
| 2 | Suède        | 7   | 5 | 3 | 1 | 1 | 137 | 109 | 28   |
| 3 | Islande      | 5   | 5 | 2 | 1 | 2 | 127 | 135 | -8   |
| 4 | Égypte       | 5   | 5 | 2 | 1 | 2 | 135 | 125 | 10   |
| 5 | Rép. tchèque | 4   | 5 | 2 | 0 | 3 | 145 | 138 | 7    |
| 6 | Algérie      | 0   | 5 | 0 | 0 | 5 | 109 | 161 | -52  |

| 16 janvier 19h00 | Algérie | 20 | 34 | Égypte       |
| 18 janvier 19h00 | Islande | 32 | 24 | Algérie      |
| 20 janvier 19h00 | Suède   | 27 | 19 | Algérie      |
| 22 janvier 21h00 | Algérie | 26 | 32 | France       |
| 24 janvier 21h00 | Algérie | 20 | 36 | Rép. tchèque |

#### Algérie - Égypte
| 16 janvier 2015 19:00 UTC+3 | Algérie    | 20 – 34 | Égypte | Ali Bin Hamad Al Attiya Arena, Doha Affluence : 5 500 Arbitrage : López, Ramírez |
| 16 janvier 2015 19:00 UTC+3 | Kaabeche 6 | (9–17)  | Isaa 5 | Ali Bin Hamad Al Attiya Arena, Doha Affluence : 5 500 Arbitrage : López, Ramírez |
| 16 janvier 2015 19:00 UTC+3 | ×3 ×6      | Rapport | ×3 ×7  | Ali Bin Hamad Al Attiya Arena, Doha Affluence : 5 500 Arbitrage : López, Ramírez |

| Algérie                   |    |                    |      |                                        |
|                           |    |                    |      |                                        |
| G                         | 16 | Adel Bousmal       | 6/21 |                                        |
| G                         | 22 | Abdelmalek Slahdji | 3/22 |                                        |
| DC                        | 5  | Khaled Chentout    | 3/3  |                                        |
| ARG                       | 6  | Messaoud Berkous   | 0/8  |                                        |
| ALG                       | 7  | Hichem Daoud       | 1/4  |                                        |
| ARG                       | 10 | Sassi Boultif      | 0/2  |                                        |
| ALG                       | 13 | Riad Chehbour      | 1/2  | Suspension                             |
| ALD                       | 14 | Rabah Soudani      | 0/1  | Carton jaune                           |
| ARG                       | 15 | Tarek Boukhemis    | 1/2  |                                        |
| ARD                       | 17 | Abderrahim Berriah | -    |                                        |
| P                         | 18 | Hichem Kaabeche    | 6/7  | Suspension                             |
| ALG                       | 19 | Ayatallah Hamoud   | 3/7  | Suspension                             |
| ARD                       | 20 | El Hadi Biloum     | 4/10 |                                        |
| P                         | 21 | Mohamed Mokrani    | 1/1  | Carton jaune · Suspension              |
| ALD                       | 24 | Messaoud Layadi    | -    |                                        |
| ARG                       | 25 | Belgacem Filah     | -    | Carton jaune · Suspension · Suspension |
| Entraîneur : Réda Zeguili |    |                    |      |                                        |

| Algérie | Statistiques   | Égypte |
| ------- | -------------- | ------ |
| 20/47   | Buts marqués   | 34/48  |
| 43 %    | % réussite     | 71 %   |
| 1/1     | Jets de 7m     | 5/5    |
| 12 min  | Suspensions    | 14 min |
| 3       | Cartons jaunes | 3      |
| 0       | Cartons rouges | 0      |
| 9/43    | Arrêts         | 13/33  |
| 21 %    | % d'arrêts     | 39 %   |

| Égypte                    |    |                        |       |                           |
|                           |    |                        |       |                           |
| G                         | 88 | Karim Handawy          | 10/26 |                           |
| G                         | 12 | Mohamed Bakir El-Nakib | 3/7   |                           |
| G                         | 72 | Mahmoud Khalil         | -     |                           |
| ARD                       | 3  | Mamdouh Abouebaid      | 3/5   | Suspension                |
| ALD                       | 5  | Mahmoud Radwan         | 2/2   |                           |
| P                         | 6  | Ahmed Abdelrahman      | 2/2   | Suspension · Suspension   |
| P                         | 8  | Mahmoud Ramadan        | 4/6   | Carton jaune              |
| ALG                       | 9  | Eslam Isaa             | 5/6   |                           |
| ALG                       | 13 | Omar El Wakil          | -     |                           |
| ALD                       | 15 | Mohamed Amer           | 3/4   | Suspension                |
| DC                        | 19 | Mohamed El Bassiouny   | 4/7   |                           |
| DC                        | 20 | Mohamed Hashem         | 2/4   |                           |
| P                         | 24 | Ibrahim El-Masry       | -     | Carton jaune · Suspension |
| ARG                       | 39 | Yehia El Deraa         | 3/3   | Carton jaune · Suspension |
| ARD                       | 66 | Ahmed El-Ahmar         | 4/5   |                           |
| ARG                       | 90 | Ali Zein               | 2/4   |                           |
| Entraîneur : Marwan Ragab |    |                        |       |                           |

Dans une salle où était présent une grosse colonie égyptienne, nettement supérieur aux supporters algériens à Doha, L’équipe nationale est passée à côté de son match aujourd’hui pour ses débuts face à l’Égypte, en s’inclinant sur le score de 34 à 20, 17 à 9 à la pause. Difficile d’expliquer ce match, où les joueurs sont passés à côté de leur sujet, si une défaite était bien sur, envisageable, un tel écart, lui, ne l’était pas.

#### Islande - Algérie
| 18 janvier 2015 19:00 UTC+3 | Islande           | 32 – 24   | Algérie   | Ali Bin Hamad Al Attiya Arena, Doha Affluence : 2 000 Arbitrage : Matija Gubica, Boris Milošević |
| 18 janvier 2015 19:00 UTC+3 | Sigurðsson 8      | (12 – 13) | Berkous 5 | Ali Bin Hamad Al Attiya Arena, Doha Affluence : 2 000 Arbitrage : Matija Gubica, Boris Milošević |
| 18 janvier 2015 19:00 UTC+3 | ×3 ×6 ×1 (3x2min) | Rapport   | ×3* ×3    | Ali Bin Hamad Al Attiya Arena, Doha Affluence : 2 000 Arbitrage : Matija Gubica, Boris Milošević |

| Islande                        |    |                           |      |                                        |
|                                |    |                           |      |                                        |
| G                              | 1  | Björgvin Páll Gústavsson  | 8/29 |                                        |
| G                              | 12 | Aron Rafn Eðvarðsson      | 4/7  |                                        |
| P                              | 2  | Vignir Svavarsson         | 2/2  | Suspension · Suspension · Suspension   |
| P                              | 3  | Kári Kristjánsson         | -    |                                        |
| DC/ARG                         | 4  | Aron Pálmarsson           | 7/11 |                                        |
| ARD/ALD                        | 6  | Ásgeir Örn Hallgrímsson   | 1/2  |                                        |
| ARG                            | 7  | Arnór Atlason             | 0/1  |                                        |
| ALG                            | 9  | Guðjón Valur Sigurðsson   | 8/11 |                                        |
| DC                             | 10 | Snorri Steinn Guðjónsson  | 2/4  |                                        |
| ALD                            | 14 | Arnór Þór Gunnarsson      | 2/4  |                                        |
| ALD/ARD                        | 15 | Alexander Petersson       | 6/10 | Carton jaune                           |
| P                              | 17 | Sverre Andreas Jakobsson  | -    | Carton jaune · Suspension              |
| P                              | 18 | Róbert Gunnarsson         | 4/5  |                                        |
| ARG                            | 19 | Sigurbergur Sveinsson     | -    |                                        |
| ALG                            | 22 | Stefán Rafn Sigurmannsson | -    |                                        |
| P                              | 26 | Bjarki Már Gunnarsson     | -    | Carton jaune · Suspension · Suspension |
| Entraîneur : Aron Kristjánsson |    |                           |      |                                        |

| Islande | Statistiques   | Algérie |
| ------- | -------------- | ------- |
| 32/50   | Buts marqués   | 24/46   |
| 64 %    | % réussite     | 52 %    |
| 4/5     | Jets de 7m     | 0/1     |
| 12 min  | Suspensions    | 6 min   |
| 3       | Cartons jaunes | 4       |
| 0       | Cartons rouges | 0       |
| 12/36   | Arrêts         | 11/43   |
| 33 %    | % d'arrêts     | 26 %    |

| Algérie                   |    |                    |       |                                        |
|                           |    |                    |       |                                        |
| G                         | 16 | Adel Bousmal       | 0/2   |                                        |
| G                         | 22 | Abdelmalek Slahdji | 11/41 |                                        |
| DC                        | 5  | Khaled Chentout    | 2/3   |                                        |
| ARG                       | 6  | Messaoud Berkous   | 5/12  |                                        |
| ALG                       | 7  | Hichem Daoud       | 2/3   |                                        |
| ARG                       | 10 | Sassi Boultif      | -     |                                        |
| ALG                       | 13 | Riad Chehbour      | 4/8   |                                        |
| ALD                       | 14 | Rabah Soudani      | 3/3   | Carton jaune · Suspension              |
| ARG                       | 15 | Tarek Boukhemis    | -     |                                        |
| ARD                       | 17 | Abderrahim Berriah | 1/7   | Carton jaune                           |
| P                         | 18 | Hichem Kaabeche    | 3/3   |                                        |
| ALG                       | 19 | Ayatallah Hamoud   | 0/1   |                                        |
| ARD                       | 20 | El Hadi Biloum     | 0/1   |                                        |
| P                         | 21 | Mohamed Mokrani    | 2/3   |                                        |
| ALD                       | 24 | Messaoud Layadi    | -     |                                        |
| ARG                       | 25 | Belgacem Filah     | 2/2   | Carton jaune · Suspension · Suspension |
| Entraîneur : Réda Zeguili |    |                    |       |                                        |

C’est une équipe nationale sans pression, et avec des visages différents qui a abordé cette rencontre, à l’image des déclarations, la veille, du sélectionneur national, Reda Zeguili, qui a tout simplement dis que son équipe allait jouer pour gagner ce match.
D’entrée de jeu, les Verts vont surprendre plus d’un dans la salle, en allant mener 6 à 0 à la 7e minute de jeu, grâce à 4 buts de Riad Chehbour, dont le premier, à la suite d'un décalage à l’aile et en contre-attaque.
Les Islandais semblaient dépassés, avec un entraineur qui ne comprenait pas ce début de match raté de son équipe, mais qui parviendra à revenir au score, 6-3, 7-4, 9-12 et 13 à 12 à la pause en faveur de l’Algérie.

#### Suède - Algérie
| 20 janvier 2015 21:00 UTC+3 | Suède             | 27–19   | Algérie | Ali Bin Hamad Al Attiya Arena, Doha Affluence : 1 000 Arbitrage : Nachevski, Nikolov |
| 20 janvier 2015 21:00 UTC+3 | Källman 6         | (15–6)  | Daoud 6 | Ali Bin Hamad Al Attiya Arena, Doha Affluence : 1 000 Arbitrage : Nachevski, Nikolov |
| 20 janvier 2015 21:00 UTC+3 | ×3 ×6 ×1 (3x2min) | Rapport | ×3 ×4   | Ali Bin Hamad Al Attiya Arena, Doha Affluence : 1 000 Arbitrage : Nachevski, Nikolov |

| Suède                                      |    |                   |      |                                                     |
|                                            |    |                   |      |                                                     |
| G                                          | 1  | Mattias Andersson | 3/7  |                                                     |
| G                                          | 22 | Johan Sjöstrand   | 9/24 |                                                     |
| ARD                                        | 2  | Magnus Persson    | 1/2  |                                                     |
| ARG                                        | 4  | Markus Olsson     | 1/3  | Suspension                                          |
| ARD                                        | 5  | Kim Andersson     | 0/3  | Suspension                                          |
| ALG                                        | 6  | Jonas Källman     | 6/6  |                                                     |
| DC                                         | 8  | Lukas Karlsson    | 2/3  | Carton jaune                                        |
| ALD                                        | 10 | Niclas Ekberg     | 3/5  |                                                     |
| P                                          | 18 | Tobias Karlsson   | 1/1  |                                                     |
| DC                                         | 21 | Patrik Fahlgren   | 1/2  |                                                     |
| ALG                                        | 24 | Fredrik Petersen  | 4/5  |                                                     |
| ALD                                        | 26 | Anton Halén       | 1/1  |                                                     |
| P                                          | 27 | Niclas Barud      | 1/1  | Carton jaune · Suspension                           |
| ARG                                        | 31 | Viktor Östlund    | 0/1  |                                                     |
| P                                          | 35 | Andreas Nilsson   | 4/4  |                                                     |
| P                                          | 36 | Jesper Nielsen    | 2/2  | Carton jaune · Suspension · Suspension · Suspension |
| Entraîneur : Ola Lindgren / Staffan Olsson |    |                   |      |                                                     |

| Suède  | Statistiques   | Algérie |
| ------ | -------------- | ------- |
| 27/39  | Buts marqués   | 19/43   |
| 69 %   | % réussite     | 44 %    |
| 2/2    | Jets de 7m     | 6/7     |
| 12 min | Suspensions    | 8 min   |
| 3      | Cartons jaunes | 3       |
| 0      | Cartons rouges | 0       |
| 12/31  | Arrêts         | 9/36    |
| 39 %   | % d'arrêts     | 25 %    |

| Algérie                   |    |                    |      |                           |
|                           |    |                    |      |                           |
| G                         | 12 | Abdellah Benmenni  | 8/27 |                           |
| G                         | 16 | Adel Bousmal       | 1/9  |                           |
| DC                        | 5  | Khaled Chentout    | -    |                           |
| ARG                       | 6  | Messaoud Berkous   | 3/7  |                           |
| ALG                       | 7  | Hichem Daoud       | 6/11 | Carton jaune              |
| ARG                       | 10 | Sassi Boultif      | 0/3  |                           |
| ALG                       | 13 | Riad Chehbour      | 0/1  |                           |
| ALD                       | 14 | Rabah Soudani      | 2/2  |                           |
| ARG                       | 15 | Tarek Boukhemis    | 1/4  |                           |
| ARD                       | 17 | Abderrahim Berriah | 1/5  | Suspension                |
| P                         | 18 | Hichem Kaabeche    | 1/1  |                           |
| ALG                       | 19 | Ayatallah Hamoud   | 2/4  |                           |
| ARD                       | 20 | El Hadi Biloum     | -    |                           |
| P                         | 21 | Mohamed Mokrani    | 2/2  | Suspension                |
| ALD                       | 24 | Messaoud Layadi    | 1/2  | Carton jaune · Suspension |
| ARG                       | 25 | Belgacem Filah     | 0/1  | Carton jaune · Suspension |
| Entraîneur : Réda Zeguili |    |                    |      |                           |

Pour le compte de la troisième journée du Groupe C, l’Algérie s’est inclinée sur le score de 27 à 19 face à la Suède, le score était de 15 à 6 à la pause.
L’infirmerie des Verts ne désemplie pas, après les blessures de Zamoum, Rahim, O. Charbour, c’est au tour de Biloum et Slahdji, déjà diminué par des blessures avant ce mondial, qui n’ont donc pas participé à ce match.

#### Algérie - France
| 22 janvier 2015 21:00 UTC+3 | Algérie    | 26–32   | France   | Duhail Handball Sports Hall, Doha Affluence : 2 000 Arbitrage : Nikolić, Stojković |
| 22 janvier 2015 21:00 UTC+3 | Berkous 11 | (12–19) | Guigou 7 | Duhail Handball Sports Hall, Doha Affluence : 2 000 Arbitrage : Nikolić, Stojković |
| 22 janvier 2015 21:00 UTC+3 | ×3 ×9      | Rapport | ×3 ×5    | Duhail Handball Sports Hall, Doha Affluence : 2 000 Arbitrage : Nikolić, Stojković |

| Algérie                   |    |                    |       |                                        |
|                           |    |                    |       |                                        |
| G                         | 12 | Abdellah Benmenni  | 7/36  |                                        |
| G                         | 16 | Adel Bousmal       | 0/3   |                                        |
| DC                        | 5  | Khaled Chentout    | -     |                                        |
| ARG                       | 6  | Messaoud Berkous   | 11/18 | Carton jaune                           |
| ALG                       | 7  | Hichem Daoud       | 0/3   | Carton jaune · Suspension · Suspension |
| ARG                       | 10 | Sassi Boultif      | -     |                                        |
| ALG                       | 13 | Riad Chehbour      | 2/5   | Suspension · Suspension                |
| ALD                       | 14 | Rabah Soudani      | 2/4   | Suspension · Suspension                |
| ARG                       | 15 | Tarek Boukhemis    | -     |                                        |
| ARD                       | 17 | Abderrahim Berriah | 2/8   | Suspension                             |
| P                         | 18 | Hichem Kaabeche    | 6/7   |                                        |
| ALG                       | 19 | Ayatallah Hamoud   | 1/1   |                                        |
| ARD                       | 20 | El Hadi Biloum     | -     |                                        |
| P                         | 21 | Mohamed Mokrani    | 0/1   | Suspension                             |
| ALD                       | 24 | Messaoud Layadi    | 2/2   |                                        |
| ARG                       | 25 | Belgacem Filah     | 0/1   | Carton jaune · Suspension              |
| Entraîneur : Réda Zeguili |    |                    |       |                                        |

| Algérie | Statistiques   | France |
| ------- | -------------- | ------ |
| 26/50   | Buts marqués   | 32/47  |
| 52 %    | % réussite     | 68 %   |
| 3/4     | Jets de 7m     | 8/9    |
| 18 min  | Suspensions    | 10 min |
| 3       | Cartons jaunes | 3      |
| 0       | Cartons rouges | 0      |
| 7/39    | Arrêts         | 13/39  |
| 18 %    | % d'arrêts     | 33 %   |

| France                     |    |                   |      |              |
|                            |    |                   |      |              |
| G                          | 1  | Cyril Dumoulin    | 9/23 |              |
| G                          | 16 | Thierry Omeyer    | 4/16 |              |
| ARG                        | 2  | Jérôme Fernandez  | 4/6  |              |
| ARD                        | 4  | Xavier Barachet   | 2/2  |              |
| P                          | 7  | Igor Anic         | 1/1  | Suspension   |
| DC                         | 8  | Daniel Narcisse   | 3/4  | Suspension   |
| ALD                        | 9  | Guillaume Joli    | 1/3  | Carton jaune |
| ARD                        | 10 | Kévynn Nyokas     | 2/4  |              |
| DC                         | 13 | Nikola Karabatic  | -    |              |
| ALG                        | 14 | Kentin Mahé       | 4/6  | Suspension   |
| ARG                        | 15 | Mathieu Grébille  | 0/3  | Suspension   |
| ARG                        | 18 | William Accambray | 1/1  | Carton jaune |
| P                          | 20 | Cédric Sorhaindo  | 2/3  | Suspension   |
| ALG                        | 21 | Michaël Guigou    | 7/8  |              |
| P                          | 22 | Luka Karabatic    | 1/2  | Carton jaune |
| ALD                        | 28 | Valentin Porte    | 4/4  |              |
| Entraîneur : Claude Onesta |    |                   |      |              |

Pour le quatrième match de son mondial, les Verts étaient opposés à l’équipe de France, l’un des grands favoris pour le titre final, défaite sur le score de 32 à 26, 19 à 12 à la pause.
L’Algérie, après un écart de 5 et 6 buts, arrive à revenir à 2, et même 1 buts, après avoir enchainé un 4-0 en 3 minutes dès la reprise, les Verts seront à 16-19, 18-20 à la 38e et même 22-23 à la 44e, nous avons écopés aussi de plusieurs sanctions de deux min dans ce match, à des moments déterminants dans la rencontre, La France a aussi pu compter sur l’apport et l’expérience de Jérôme Fernandez en fin de match avec ses 4 buts, et un remuant Kévynn Nyokas en première période, Nikola Karabatic n’a pas joué la seconde mi-temps.

#### Algérie - Rép. tchèque
| 24 janvier 2015 21:00 UTC+3 | Algérie         | 20–36   | Rép. tchèque | Duhail Handball Sports Hall, Doha Affluence : 500 Arbitrage : Hizaki, Ikebuchi |
| 24 janvier 2015 21:00 UTC+3 | Daoud, Hamoud 5 | (10–21) | Jícha 7      | Duhail Handball Sports Hall, Doha Affluence : 500 Arbitrage : Hizaki, Ikebuchi |
| 24 janvier 2015 21:00 UTC+3 | ×3 ×4           | Rapport | ×2 ×3        | Duhail Handball Sports Hall, Doha Affluence : 500 Arbitrage : Hizaki, Ikebuchi |

| Algérie                   |    |                    |      |              |
|                           |    |                    |      |              |
| G                         | 12 | Abdellah Benmenni  | 3/31 |              |
| G                         | 16 | Adel Bousmal       | 1/9  |              |
| DC                        | 5  | Khaled Chentout    | 1/4  |              |
| ARG                       | 6  | Messaoud Berkous   | 3/9  |              |
| ALG                       | 7  | Hichem Daoud       | 5/10 | Carton jaune |
| ARG                       | 10 | Sassi Boultif      | 1/3  |              |
| ALG                       | 13 | Riad Chehbour      | -    |              |
| ALD                       | 14 | Rabah Soudani      | 2/3  | Suspension   |
| ARG                       | 15 | Tarek Boukhemis    | -    |              |
| ARD                       | 17 | Abderrahim Berriah | /    |              |
| ALG                       | 19 | Ayatallah Hamoud   | 5/10 |              |
| ARD                       | 20 | El Hadi Biloum     | 1/5  |              |
| P                         | 21 | Mohamed Mokrani    | 1/3  | Carton jaune |
| ALD                       | 24 | Messaoud Layadi    | 1/2  |              |
| ARG                       | 25 | Belgacem Filah     | 0/1  | Carton jaune |
| Entraîneur : Réda Zeguili |    |                    |      |              |

| Algérie | Statistiques   | Tchéquie |
| ------- | -------------- | -------- |
| 20/52   | Buts marqués   | 36/46    |
| 38 %    | % réussite     | 78 %     |
| 2/3     | Jets de 7m     | 1/1      |
| 2 min   | Suspensions    | 6 min    |
| 3       | Cartons jaunes | 3        |
| 0       | Cartons rouges | 0        |
| 4/40    | Arrêts         | 24/44    |
| 10 %    | % d'arrêts     | 55 %     |

| Rép. tchèque                          |    |                 |       |                           |
|                                       |    |                 |       |                           |
| G                                     | 16 | Martin Galia    | 1/2   |                           |
| G                                     | 71 | Petr Štochl     | 23/42 |                           |
| ALG                                   | 2  | Jakub Hrstka    | 4/4   |                           |
| DC                                    | 3  | Roman Bečvář    | 1/1   | Suspension                |
| ALD                                   | 5  | Miroslav Jurka  | 3/3   |                           |
| ALG                                   | 8  | Jiří Motl       | -     |                           |
| ARG                                   | 9  | Filip Jícha     | 7/9   |                           |
| ALD                                   | 11 | Jan Sobol       | -     |                           |
| ARG                                   | 13 | Pavel Horák     | 2/3   | Carton jaune · Suspension |
| DC                                    | 19 | Tomáš Babák     | 3/4   |                           |
| ARD                                   | 22 | Petr Linhart    | 5/7   |                           |
| P                                     | 23 | Leoš Petrovský  | 1/1   | Carton jaune · Suspension |
| DC                                    | 27 | Ondřej Zdráhala | 3/5   | Carton jaune              |
| P                                     | 32 | Jakub Šindelář  | 2/2   |                           |
| ARG                                   | 41 | Michal Kasal    | 1/3   |                           |
| DC                                    | 42 | Jakub Szymanski | 4/4   |                           |
| Entraîneur : Jan Filip / Daniel Kubeš |    |                 |       |                           |

L’équipe nationale termine ce premier tour de la même manière qu’elle l’avait commencé, en s’inclinant lourdement face à la République Tchèque sur le score de 36 à 20. Berkous, sur-utilisé depuis le Mois d’Aout en équipe nationale a joué en demi ou en arrière avec par intermittence le retour de Chentout, ou même Boukhmis en demi-centre.
Kaabeche n’était pas sur la feuille de match (blessé) et R.Chehbour n’ont pas joué cette rencontre.

### Coupe du Président
Cette coupe voit les sixièmes des poules s'affronter en demi-finale et finale pour les places de 21 à 24.

#### Demi-finale: Algérie - Arabie saoudite
| 26 janvier 2015 15:00 UTC+3 | Algérie  | 25 - 27   | Arabie saoudite | Duhail Handball Sports Hall, Doha Affluence : 100 Arbitrage : Kliko, Johansson |
| 26 janvier 2015 15:00 UTC+3 | Hamoud 9 | (14 - 12) | Al-Salem 5      | Duhail Handball Sports Hall, Doha Affluence : 100 Arbitrage : Kliko, Johansson |
| 26 janvier 2015 15:00 UTC+3 | Rapport  |           |                 | Duhail Handball Sports Hall, Doha Affluence : 100 Arbitrage : Kliko, Johansson |

| Algérie                   |    |                    |       |                                        |
|                           |    |                    |       |                                        |
| G                         | 12 | Abdellah Benmenni  | 1/6   |                                        |
| G                         | 16 | Adel Bousmal       | 11/33 |                                        |
| DC                        | 5  | Khaled Chentout    | -     |                                        |
| ARG                       | 6  | Messaoud Berkous   | 2/5   |                                        |
| ALG                       | 7  | Hichem Daoud       | 4/7   |                                        |
| ARG                       | 10 | Sassi Boultif      | -     | Carton jaune                           |
| ALG                       | 13 | Riad Chehbour      | -     |                                        |
| ALD                       | 14 | Rabah Soudani      | 3/5   |                                        |
| ARG                       | 15 | Tarek Boukhemis    | 3/3   |                                        |
| ARD                       | 17 | Abderrahim Berriah | 2/3   | Carton jaune · Suspension · Suspension |
| ALG                       | 19 | Ayatallah Hamoud   | 9/11  |                                        |
| ARD                       | 20 | El Hadi Biloum     | 0/2   |                                        |
| P                         | 21 | Mohamed Mokrani    | 2/5   |                                        |
| ALD                       | 24 | Messaoud Layadi    | -     | Suspension                             |
| ARG                       | 25 | Belgacem Filah     | 0/1   | Suspension · Suspension · Suspension   |
| Entraîneur : Réda Zeguili |    |                    |       |                                        |

| Algérie | Statistiques   | Arabie saoudite |
| ------- | -------------- | --------------- |
| 25/42   | Buts marqués   | 27/49           |
| 60 %    | % réussite     | 55 %            |
| 2/3     | Jets de 7m     | 5/6             |
| 12 min  | Suspensions    | 14 min          |
| 2       | Cartons jaunes | 3               |
| 0       | Cartons rouges | 0               |
| 12/39   | Arrêts         | 10/35           |
| 31 %    | % d'arrêts     | 29 %            |

| Arabie saoudite           |    |                       |       |                                        |
|                           |    |                       |       |                                        |
| G                         | 21 | Mohammed Al-Nassfan   | 10/32 |                                        |
| G                         | 34 | Ali Al Saffar         | 0/3   |                                        |
| ALG                       | 3  | Abdullah Al-Abbas     | 1/2   |                                        |
| P                         | 5  | Hassan Al-Janabi      | 4/4   | Carton jaune · Suspension · Suspension |
| ALG                       | 7  | Abdullah Al-Hulaili   | 2/2   |                                        |
| ARG                       | 8  | Abdullah Al-Hammad    | -     |                                        |
| DC                        | 9  | Abdulrahman Al-Johani | 1/1   |                                        |
| ALD                       | 15 | Mohammed Al-Subhi     | 4/7   |                                        |
| P                         | 17 | Abdullah Al-Salam     | -     |                                        |
| ARG                       | 24 | Hisham Al-Obaidi      | 0/1   | Carton jaune · Suspension · Suspension |
| DC                        | 37 | Mohammed Al-Abbas     | 1/3   |                                        |
| ARD                       | 57 | Mojtaba Al-Salem      | 5/8   |                                        |
| ARG                       | 87 | Mohammed Al-Zaer      | 1/5   | Carton jaune · Suspension              |
| ARG                       | 88 | Hussain Al-Hannabi    | 4/10  | Suspension · Suspension                |
| ARG                       | 99 | Abbas Al-Saffar       | 4/6   |                                        |
| Entraîneur : Goran Dzokic |    |                       |       |                                        |

#### Match pour la23eplace: Algérie - Chili
| 27 janvier 2015 13:00 UTC+3 | Chili         | 30 - 28 (tab)      | Algérie   | Duhail Handball Sports Hall, Doha Affluence : 100 Arbitrage : Santos, Fonseca |
| 27 janvier 2015 13:00 UTC+3 | R. Salinas 11 | (16 - 15, 27 - 27) | Hamoud 12 | Duhail Handball Sports Hall, Doha Affluence : 100 Arbitrage : Santos, Fonseca |
| 27 janvier 2015 13:00 UTC+3 | Tab : 3 - 1   |                    |           | Duhail Handball Sports Hall, Doha Affluence : 100 Arbitrage : Santos, Fonseca |
| 27 janvier 2015 13:00 UTC+3 | Rapport       |                    |           | Duhail Handball Sports Hall, Doha Affluence : 100 Arbitrage : Santos, Fonseca |

| Chili                         |    |                       |       |                           |
|                               |    |                       |       |                           |
| G                             | 1  | Felipe Barrientos     | 11/37 |                           |
| G                             | 16 | René Oliva            | 0/1   |                           |
| ALG                           | 2  | Sebastián Ceballos    | 1/2   | Suspension                |
| DC                            | 5  | Nicolás Jofre         | 0/1   | Suspension                |
| ARD                           | 6  | Rodrigo Díaz          | 0/1   |                           |
| ARG                           | 7  | Diego Reyes           | 0/4   |                           |
| ALD                           | 8  | Erik Caniu            | 2/2   | Carton jaune · Suspension |
| ALG                           | 9  | Benjamín Callejas     | -     |                           |
| DC                            | 10 | Cristián Moll Ramírez | 5/5   |                           |
| P                             | 11 | Esteban Salinas       | 8/9   | Carton jaune              |
| DC                            | 13 | Guillermo Araya       | 0/2   | Carton jaune              |
| P                             | 15 | Cristóbal del Río     | -     |                           |
| ARD                           | 17 | Rodrigo Salinas Muñoz | 11/14 |                           |
| ALD                           | 19 | Francisco Salazar     | -     |                           |
| ARG                           | 23 | Javier Frelijj        | 3/3   | Suspension                |
| Entraîneur : Fernando Capurro |    |                       |       |                           |

| Chili | Statistiques   | Algérie |
| ----- | -------------- | ------- |
| 30/43 | Buts marqués   | 28/51   |
| 70 %  | % réussite     | 55 %    |
| 8/10  | Jets de 7m     | 4/7     |
| 8 min | Suspensions    | 14 min  |
| 4     | Cartons jaunes | 2       |
| 0     | Cartons rouges | 0       |
| 14/42 | Arrêts         | 5/35    |
| 33 %  | % d'arrêts     | 14 %    |

| Algérie                   |    |                    |       |                                        |
|                           |    |                    |       |                                        |
| G                         | 12 | Abdellah Benmenni  | 5/28  |                                        |
| G                         | 16 | Adel Bousmal       | 0/4   |                                        |
| DC                        | 5  | Khaled Chentout    | 4/7   | Suspension                             |
| ARG                       | 6  | Messaoud Berkous   | 3/7   |                                        |
| ALG                       | 7  | Hichem Daoud       | 0/3   | Carton jaune · Suspension              |
| ARG                       | 10 | Sassi Boultif      | 1/2   | Suspension · Suspension · Suspension   |
| ALD                       | 14 | Rabah Soudani      | 1/1   |                                        |
| ARG                       | 15 | Tarek Boukhemis    | -     |                                        |
| ARD                       | 17 | Abderrahim Berriah | 4/10  |                                        |
| ALG                       | 19 | Ayatallah Hamoud   | 12/16 |                                        |
| ARD                       | 20 | El Hadi Biloum     | 0/2   |                                        |
| P                         | 21 | Mohamed Mokrani    | -     |                                        |
| ALD                       | 24 | Messaoud Layadi    | 3/3   |                                        |
| ARG                       | 25 | Belgacem Filah     | -     | Carton jaune · Suspension · Suspension |
| Entraîneur : Réda Zeguili |    |                    |       |                                        |

## Statistiques

### Buteurs
| Rang | Joueur               | Tot. | Tirs | %    | Ch. | 7m | MJ | Moy. | Temps de jeu    |
| ---- | -------------------- | ---- | ---- | ---- | --- | -- | -- | ---- | --------------- |
| 1    | Ayatallah Hamoud     | 32   | 50   | 64 % | 29  | 3  | 7  | 4,57 | 3 h 9 min 25 s  |
| 2    | Messaoud Berkous     | 27   | 66   | 41 % | 22  | 5  | 7  | 3,85 | 4 h 19 min 31 s |
| 3    | Hichem Daoud         | 18   | 41   | 44 % | 15  | 3  | 7  | 2,57 | 4 h 50 min 56 s |
| 4    | Hichem Kaabeche      | 16   | 18   | 89 % | 16  | 0  | 4  | 4    | 2 h 16 min 11 s |
| 5    | Rabah Soudani        | 13   | 19   | 68 % | 10  | 3  | 7  | 1,85 | 4 h 41 min 53 s |
| 6    | Abderrahim Berriah   | 10   | 35   | 29 % | 10  | 0  | 7  | 1,42 | 3 h 12 min 44 s |
| 7    | Khaled Chentout      | 10   | 17   | 59 % | 10  | 0  | 7  | 1,42 | 1 h 49 min 42 s |
| 8    | Mohamed Aski Mokrani | 8    | 15   | 53 % | 8   | 0  | 7  | 1,14 | 4 h 40 min 12 s |
| 9    | Riad Chehbour        | 7    | 16   | 44 % | 7   | 0  | 6  | 1,16 | 2 h 21 min 23 s |
| 10   | Messaoud Layadi      | 7    | 9    | 78 % | 4   | 3  | 7  | 1    | 2 h 30 min 15 s |
| 11   | El Hadi Biloum       | 5    | 20   | 25 % | 4   | 1  | 7  | 0,71 | 1 h 21 min 45 s |
| 12   | Tarek Boukhemis      | 5    | 9    | 56 % | 5   | 0  | 7  | 0,71 | 0 h 49 min 8 s  |
| 13   | Sassi Boultif        | 2    | 10   | 20 % | 2   | 0  | 7  | 0,28 | 2 h 38 min 22 s |
| 14   | Belgacem Filah       | 2    | 6    | 33 % | 2   | 0  | 7  | 0,28 | 3 h 18 min 33 s |

### Gardiens de buts
| N° | Nom                | %    | Arrêts | Tirs | MJ | Moy. | Temps de jeu    |
| -- | ------------------ | ---- | ------ | ---- | -- | ---- | --------------- |
| 1  | Adel Bousmal       | 23 % | 19     | 81   | 7  | 2,71 | 1 h 53 min 13 s |
| 2  | Abdelmalek Slahdji | 22 % | 14     | 63   | 2  | 7    | 1 h 32 min 13 s |
| 3  | Abdellah Benmenni  | 19 % | 24     | 128  | 5  | 3,42 | 3 h 34 min 34 s |